# Agravo regimental
Agravo regimental, chamado agravo interno pelo novo CPC brasileiro  é um recurso de agravo previsto nos regimentos internos dos tribunais. Tem o intuito de  impugnar as decisões monocráticas proferidas pelo relator em Tribunal. Assim, a decisão tomada monocraticamente 
é reanalisada  por um colegiado.